# Tasty Time with ZeFronk
Tasty Time with ZeFronk (en España Las recetas sabrosas de ZeFronk) es una serie de dibujos animados de tres minutos de duración transmitidos por Disney Junior y anteriormente en Playhouse Disney. Esta serie de formato corto de animación está dirigido a niños en edad preescolar para enseñarles a comer sano. Tasty time with Zefronk estuvo nominado a los premios Daytime Emmy.

## Sinopsis
Un Dachshund francés llamado ZeFronk presenta un programa de cocina saludable en su caseta de perro con su ayudante, un pájaro llamado Sue. Su vecino, un gato llamado Dom, siempre esta intentando comerse lo que ZeFronk hace, y cada episodio termina con ZeFronk persiguiendo Dom alrededor de la mesa de cocina.

## Personajes
- ZeFronk/Frankie (Rob Paulsen)[3]- Un Dachshund francés que hace un programa de cocina en su caseta.
- Sue - el ayudante de ZeFronk. Sue le trae los ingredientes para cocinar y le da el trapo después de que Zefronk se lave las manos. Su se comunica piando.
- Dom (Mark Hamill)  - El Maine Coon vecino de Zefronk que siempre termina robandole la comida que prepara Zefronk.